# Stay-behind
Con l'espressione stay-behind (dalla lingua inglese, traducibile in italiano letteralmente come «rimanere indietro») ci si riferisce a un'organizzazione paramilitare che uno Stato mette in piedi nei propri territori al fine di attivare, in seguito ad una eventuale invasione nemica, la base di un movimento di resistenza all'occupazione, o per condurre operazioni di spionaggio sul suolo occupato dietro le linee nemiche. 

## Storia
Importanti operazioni stay-behind sono state organizzate durante la seconda guerra mondiale in Unione Sovietica e nel Regno Unito per resistere all'invasione nazista. Altri gruppi paramilitari stay-behind vennero creati clandestinamente (senza cioè il consenso del Parlamento del Paese nel quale operavano) durante la guerra fredda da parte della NATO in Europa (compresa la Svizzera, col P26, nonostante non faccia parte della NATO) in funzione anticomunista, per agire militarmente in risposta ad una eventuale invasione da parte delle forze del Patto di Varsavia.

## Descrizione e composizione
Le operazioni stay-behind in tempo di pace consistono nell'organizzazione di una rete segreta (non necessariamente di tipo militare) destinata a rimanere sul posto (stay in inglese), anche in caso di occupazione nemica che obblighi le forze militari regolari ad abbandonare il campo, attivandosi per operare all'interno del proprio Paese dietro le linee nemiche (behind enemy lines in inglese).
La preparazione consiste nella creazione di scorte di armi e nell'addestramento di volontari ritenuti di sicura affidabilità, reclutati nella società civile, pronti ad entrare in azione per compiti quali il recupero di informazioni per motivi di intelligence, la propaganda per rafforzare il senso di resistenza tra la popolazione, il sabotaggio, la preparazione di un attacco a sorpresa, il supporto alle operazioni militari (come per esempio il recupero dei piloti abbattuti), il rapimento o l'eliminazione di persone chiave, il favoreggiamento di insurrezioni fino al colpo di Stato.
In un pamphlet pubblicato nel 1995, il defunto Generale Amos Spiazzi rivela che l'organizzazione era al momento ancora attiva e sarebbe composta da militari, da agenti dei Servizi Segreti, ed anche da civili (specialmente se abili nell'uso delle armi e degli esplosivi) e da civili che avessero conseguito un punteggio di almeno 15/20 nei test alla scuola di guerra.

## Operazioni note
- Auxiliary Units (Regno Unito)
- Werwolf (Germania nazista)
- Organizzazione Gladio (Italia, ed altri paesi)
- O&I (Paesi Bassi)
- Lochos Oreinon Katadromon o LOK (Grecia)
- OWSGV (Austria)
- Plan Bleu, La Rose des Vents ed Arc-en-ciel (Francia)
- ROC (Normandia)
- Rete stay-behind belga SDRA8 e STC/Mob (Belgio)
- Bund Deutscher Jugend - Technischer Dienst o TD BJD (Germania Ovest)
- Piano Nihtilä-Haahti di provvista di armi (Finlandia)
- Projekt-26 (P-26, Svizzera)
- Regional Force Surveillance Units (Australia), unità non-segrete della "Royal Australian Corps of Infantry" con compiti ufficiali di stay-behind.
- Affare Informationsbyrån in Svezia, forse.

## Nel mondo

### Italia
L'organizzazione Gladio - che operava in ambito NATO come struttura stay-behind, sia pur parzialmente finanziata dalla CIA - fu istituita in Italia, come negli altri Stati dell'Europa occidentale, durante la guerra fredda, con lo scopo di contrastare l'influenza politica e militare dei Paesi comunisti. L'esistenza venne svelata ufficialmente dal Presidente del Consiglio Giulio Andreotti nel 1990 quando, al termine della guerra fredda, la necessità della sua segretezza venne meno.
La scoperta di Gladio diede occasione al Parlamento europeo di esprimere il timore che tale tipologia di reti clandestine "possa aver interferito illegalmente negli affari di politica interna degli Stati membri o possa ancora farlo". Sin dalla sua scoperta, la sinistra, in Italia, l'ha sempre vista come una potenziale minaccia alla sovranità nazionale, in quanto proiettata ad entrare in funzione anche in caso di vittoria del PCI conquistata in libere elezioni, contestandone pertanto la stessa legittimità in un ordinamento democratico.
Per converso, la Destra si è divisa in ordine alla sua narrativa: da un lato vi è stato chi, in via postuma, ha rivendicato la sua esistenza - e la sua legittimità - come modalità operativa (consensualmente accettata da tutte le forze politiche al governo in Italia durante la guerra fredda) per salvaguardare la conventio ad excludendum che manteneva l'Italia nel campo atlantico: è il caso di Francesco Cossiga, che giunse ad autodenunciarsi per addivenire ad una pronuncia giurisdizionale di liceità dei fatti; ne scaturì una vicenda giudiziaria che si concluse il 3 luglio 2001, con l'assoluzione da parte della Corte d'assise dei vertici dell'organizzazione.
(Francesco Cossiga, lettera 23 gennaio 1992 a Sandro Fontana)
Dall'altro lato, vi sono stati approcci riduttivi in ordine alla sua stessa funzione: per Indro Montanelli e Mario Cervi, lo scandalo su Gladio era soltanto una diversione operata in Italia dalla sinistra per distrarre l'opinione pubblica dal crollo del comunismo nell'Europa orientale; esaurita la sua funzione con l'ancoraggio atlantico del PCI, per Montanelli Gladio non sarebbe stata formalmente sciolta solo per il vizio italico di garantire stipendi ai dipendenti di enti ormai divenuti inutili.